# Thắng Nhất
Thắng Nhất is een phường in de stad Vũng Tàu, in de Vietnamese provincie Bà Rịa-Vũng Tàu.